# Pavol Kopp
Pavel Kopp (* 27. prosince 1978, Kláštor pod Znievom) je slovenský sportovní střelec, reprezentující Slovensko na Letních olympijských hrách 2012 v disciplínách vzduchová pistole na 60 m, libovolná pistole. Je členem klubu SKP Bratislava. Jeho trenérem je Ivan Némethy.

## Úspěchy
- Mistrovství Evropy
  - 4. místo (682,4 bodů) - vzduchová pistole 10 m (Moskva, 2006)

### Umístění
- Letní olympijské hry 2008
  - 28. místo (575 bodů) - vzduchová pistole na 10 m[3]
  - 5. místo (657,6 bodů) - pistole na 50 m[4][5]